# Manoir de Saint-Laurent (Séné)
Le manoir de Saint-Laurent est un édifice situé à Séné en France.

## Localisation
Le manoir est situé sur le territoire de la commune de Séné, au lieu-dit Saint-Laurent, dans le département du Morbihan en région Bretagne.

## Description
Le manoir date du XVIe siècle, édifice de plan rectangulaire régulier à un étage carré, construit en moellons de calcaire et de granite. Toiture à longs pans recouverte d'ardoises,  pignon couvert. Escalier dans-œuvre : escalier tournant à retours sans jour en charpente.

## Historique
Manoir probablement du  XVIe siècle avec façade antérieure nord, remanié au  XVIIIe siècle : la façade antérieure devient sud avec ouvertures en calcaire pratiquées au premier étage, modifications intérieures : adjonction d'un escalier médian en bois, modification cheminée rez-de-chaussée, ouverture d'une fenêtre au nord ; en 1624, appartient à Guillaume le métayer, sieur de Saint Laurent ; dépendances remaniées ou construites au  XIXe siècle ; clos de murs en 1844 ; grange au sud existante dès 1810.
Il est inscrit à l'inventaire général du patrimoine culturel.